# Margot Begemann

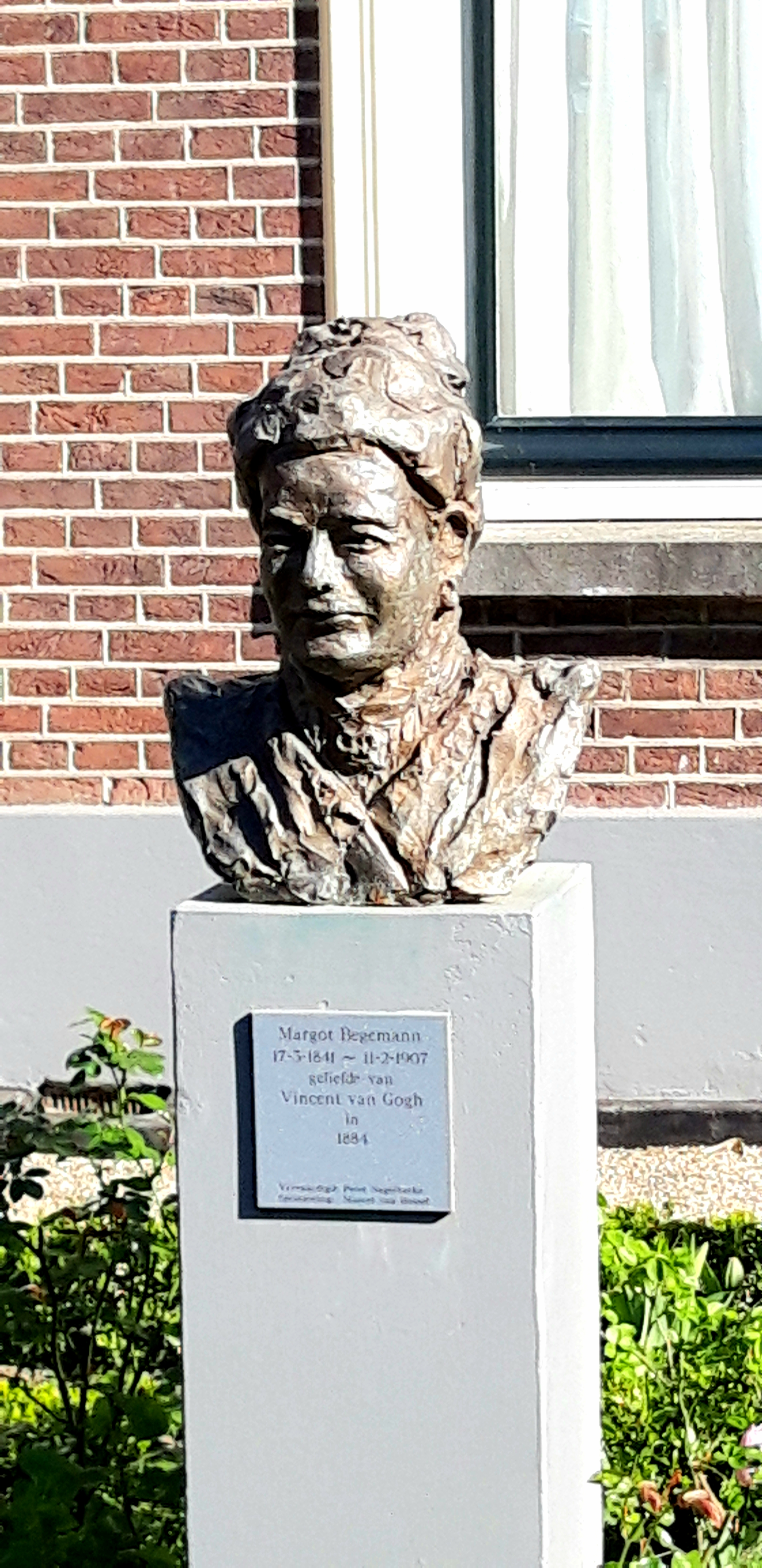
Büste von Margot Begemann in Nuenen

Margot Begemann (eigentlich: Margaretha Carolina Begemann; * 17. März 1841 in Nuenen, Noord-Brabant, Niederlande; † 11. Februar 1907 in Den Haag) hatte im Sommer 1884 mit dem Maler Vincent van Gogh eine Liebesaffäre, die durch den Selbsttötungsversuch der Margot eine dramatische Wendung nahm.

## Leben
Margot Begemann war Tochter des evangelisch-reformierten Pastors Willem Lodewijk Begemann, der von 1828 bis 1874 in dem kleinen Ort Nuenen nahe Eindhoven sein Amt versah. Im dortigen Pastorenhaus (pastorie) mit der Adresse Berg 26 wurde Margot Begemann geboren und verbrachte darin die Hälfte ihres Lebens. Heute wird das Gebäude Van Gogh-Haus genannt, weil von 1882 bis 1885 Pastor Theodorus van Gogh dort als ein Nachfolger W. L Begemanns tätig war und sein berühmter Sohn, der Maler Vincent van Gogh, einige Zeit darin verbrachte.
Die Familie des Pastors Begemann wohnte ab 1875 im Haus Berg 24 nebenan, genannt Nune Ville. Pastor Begemann hatte das Haus gegen Ende seiner Amtszeit bauen lassen, um nach Wechsel in den Ruhestand mit seiner Frau und den unverheirateten Töchtern dort einzuziehen. Daher wird Margot Begeman (kurz „Margo“ oder auch „Go“) in den Biografien Vincent van Goghs manchmal als „Nachbarstochter“ bezeichnet.
Pastor Begemann starb 1876, seine Frau wenige Monate später im Januar 1877. Beide erlebten die Amtszeit von Pastor Theodorus van Gogh in Nuenen nicht mehr.
Die Liebesbeziehung zwischen Margot Begemann und Vincent van Gogh entwickelte sich im Frühjahr 1884, als seine Mutter wegen eines gebrochenen Beines pflegebedürftig war und die beiden dort zusammentrafen. In der Folgezeit begleitete Margot Begemann den Maler vielfach bei seinen Malstudien am Ort und in der umgebenden Landschaft. Bekundungen von beiden, heiraten zu wollen, stießen auf Widerstand ihrer Familien. Denn es war offenkundig, dass Vincent van Gogh nicht in der Lage war, den Unterhalt einer Familie zu sichern, und auch sein Ansehen in dem Dorf war niedrig. Auch gab es einen deutlichen Altersunterschied. Begemann war 43 Jahre alt, van Gogh 31.
Margot Begemann geriet unter starken Druck ihrer älteren Schwestern. Im September 1884 nahm sie Strychnin und brach während eines Spazierganges mit ihrem Geliebten zusammen. Wegen der geringen Dosis Gift und durch rechtzeitige ärztliche Hilfe konnte sie gerettet werden. Die Beziehung zu van Gogh ging danach zu Ende, auch weil der Maler – kurz nach dem Tod seines Vaters 1885 – Holland für immer verließ. 1889 bat er seine Schwester Wilhelmina brieflich, Margot Begemann eines seiner Bilder zukommen zu lassen.
1968 widmete ihr die heutige Stadt Nuenen die Margot Begemannstraat.
Margot Begemann war nicht die einzige Person der Familie, die mit den van Goghs verbunden war. Schon Pastor Vincent van Gogh aus Breda, des Malers Großvater, hatte in seiner Amtszeit über Jahrzehnte Kontakt mit Margots Vater.
Eine besondere Rolle in den Beziehungen beider Familien spielt auch Margots Bruder Jacobus Lodewijk. Er betrieb in Nuenen eine von seinem Vater gegründete Textilfabrik, in der Vincent van Gogh einen Teil seiner bekannten Weberbilder gemalt hat. Das noch vorhandene Gebäude Berg 65 wird heute als Begemannhuis oder auch Jacobushuis bezeichnet.
Die Begemann in Nuenen sind Nachfahren einer deutschen protestantischen Pastorenfamilie aus Detmold im damaligen Fürstentum Lippe. Die Vorfahren lassen sich bis zum Ort Wendlinghausen bei Lemgo zurückverfolgen.